# Heuvel (Breda)

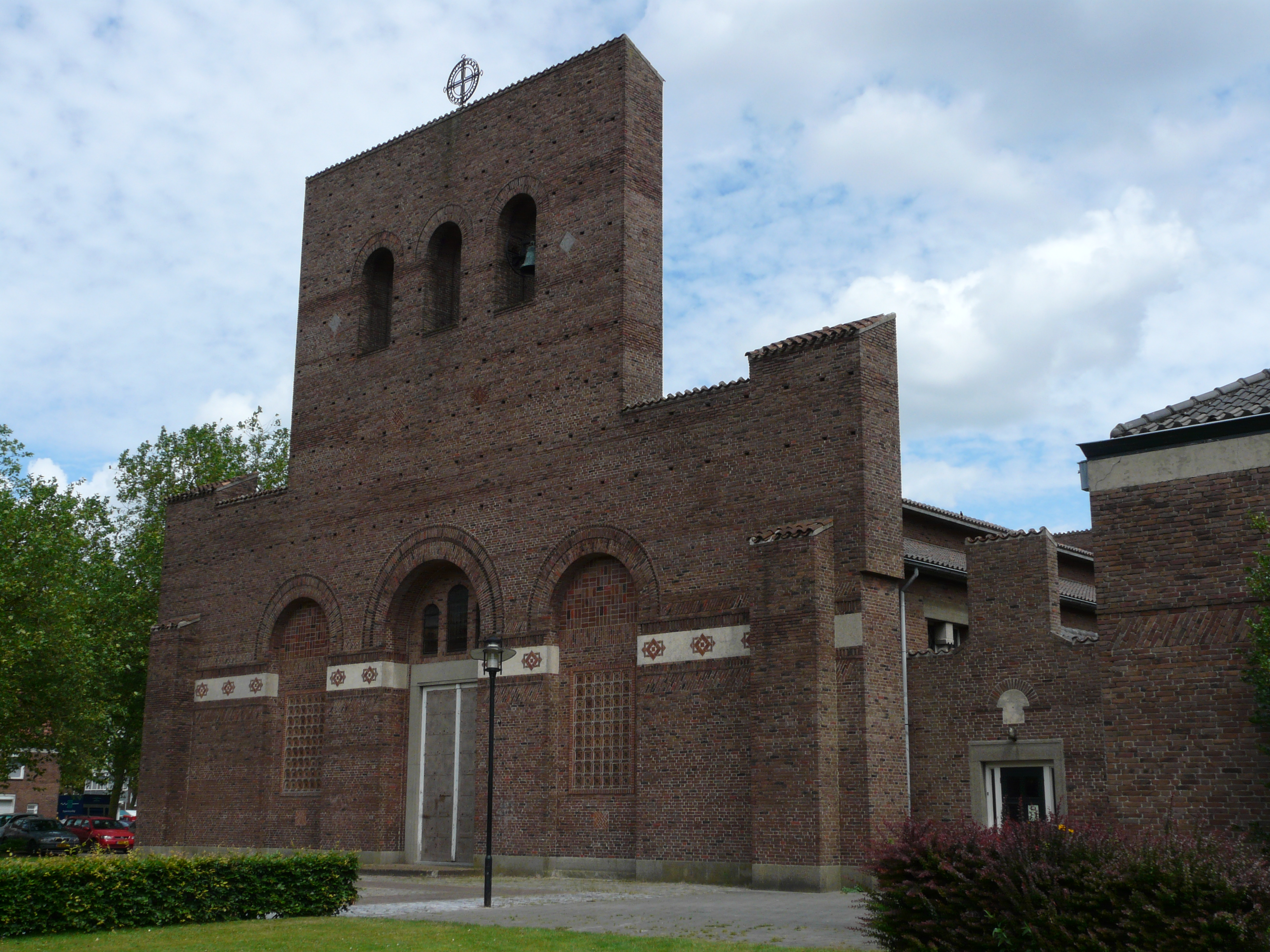
Onze-Lieve-Vrouw van Altijddurende Bijstand

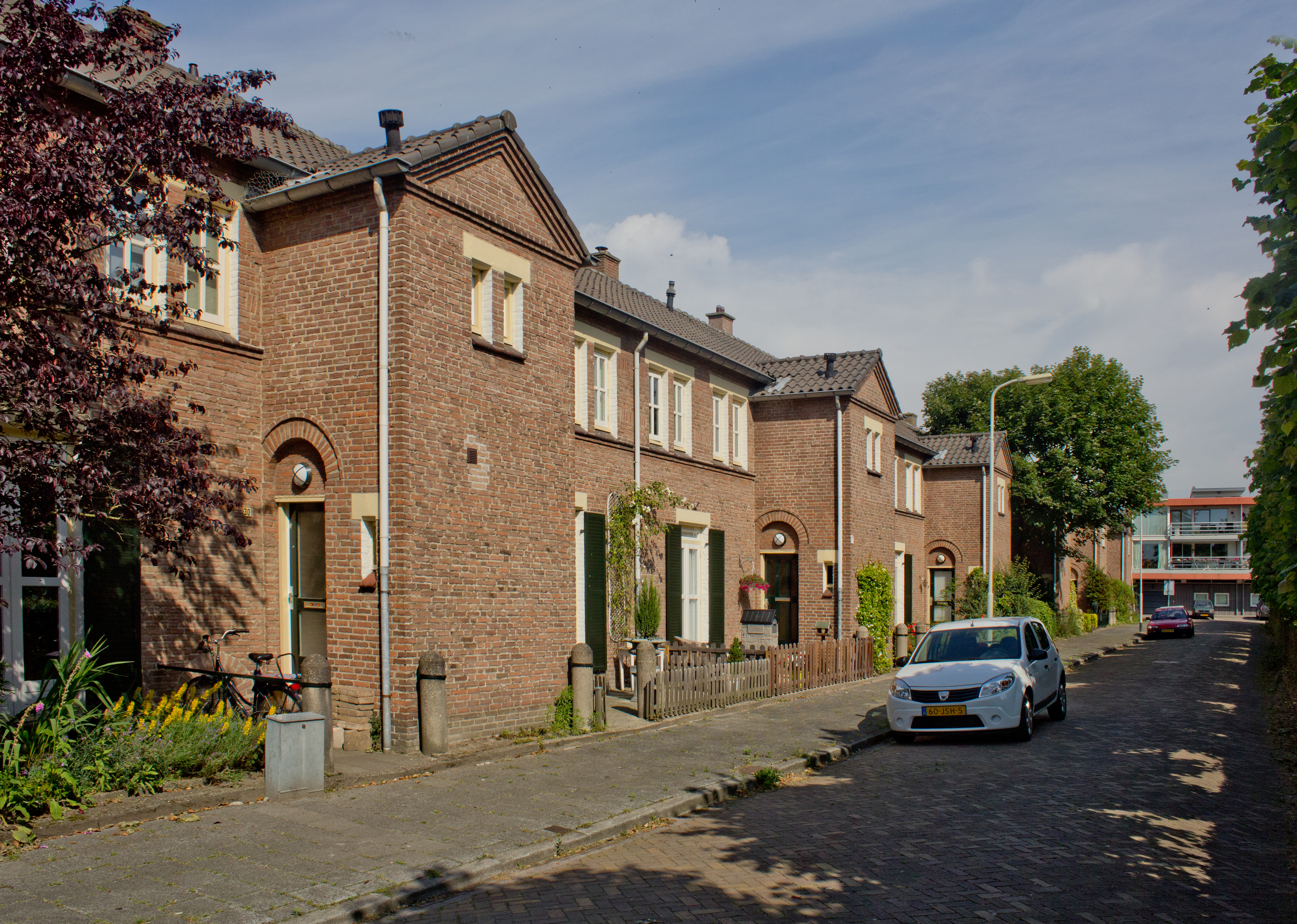
Bossche Schoolarchitectuur aan het Thorbeckeplein

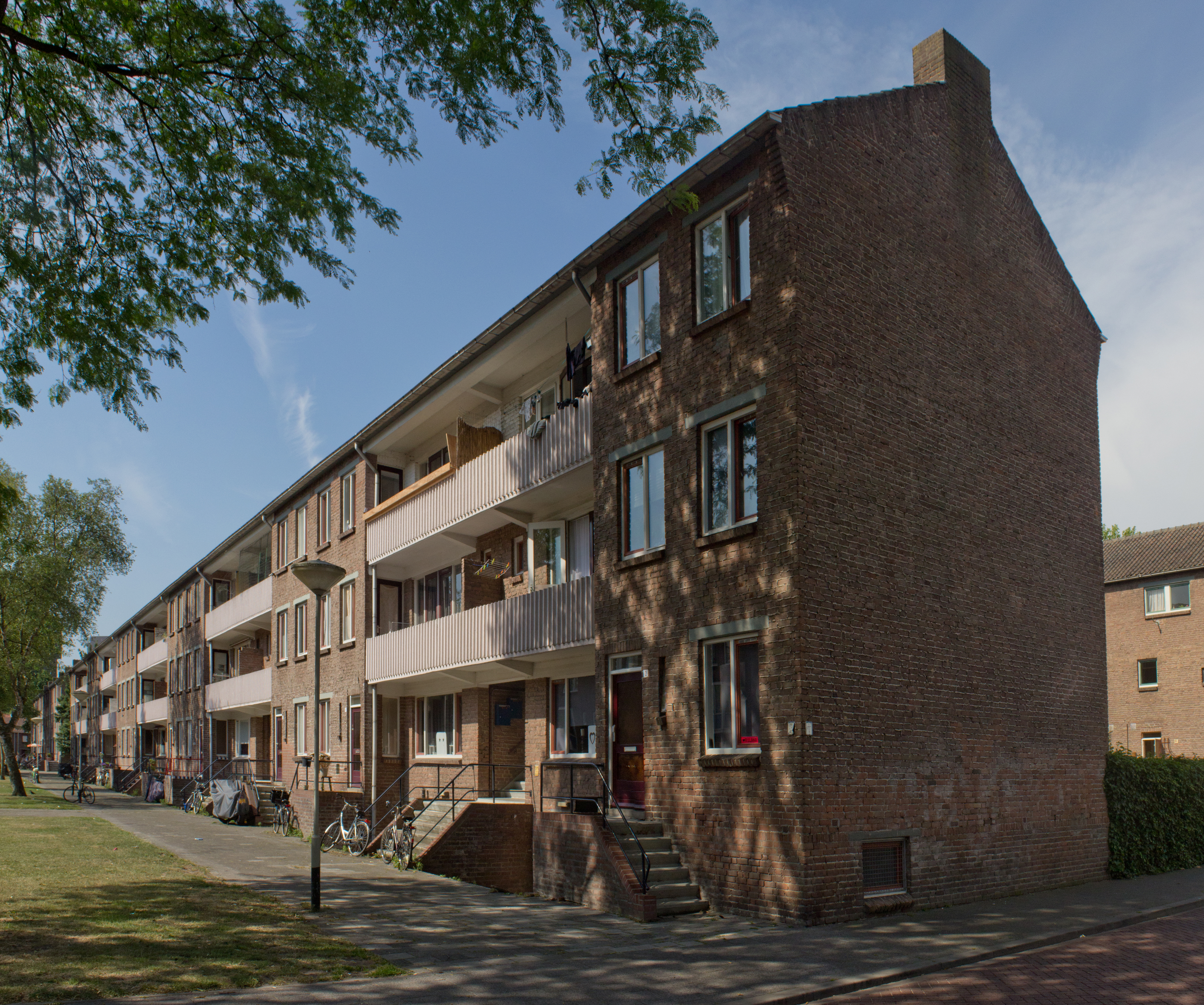
woningen aan de Hudsonstraat te Breda. Ontworpen door Frits Peutz

De Heuvel is een woonwijk ten zuidwesten van het centrum van Breda, naast de wijk Princenhage. In het zuiden wordt de wijk begrensd door de Turfvaart, in het oosten scheidt de rivier Aa of Weerijs de Heuvel van de wijk Boeimeer.
Het is een van de eerste na-oorlogse wijken van Breda. De ontwikkeling is gestart rond 1950. In de wijk is een aparte twee-deling te zien. De ontwikkeling van het zuidoostelijke deel is geleid door architect M.J. Granpré Molière. Het noordwestelijke deel door architect F.P.J. Peutz.

## Opbouw
Granpré Molière was de drijvende kracht achter de traditionalistische Delftse Schoolarchitectuur, en heeft niet verwonderlijk de zogenaamde “Wijkgedachte” gevolgd bij het inrichten van zijn deel van de wijk. Zijn deel is opgevat als miniatuurstad met een klein “stadshart” in het midden, in de vorm van het Mgr Nolensplein. Hier vond men de winkels, de school en de kerk (OLV van Altijddurende Bijstand). Hieromheen zijn verschillende kleine buurtjes gerealiseerd, vaak rondom een centraal stukje groen. De ontwerpen van de huizen zijn toevertrouwd aan verschillende bevriende architecten, waardoor dit deel van de Heuvel een gevarieerde staalkaart vormt van de Delftse en Bossche Schoolarchitectuur.
Peutz had veelal tegengestelde opvattingen ten opzichte van Granpré Molière. Hij was een gematigd modernist. Zijn deel van de wijk is structureel en systematisch van opzet, met een winkeldeel volledig gescheiden van de woongebieden en van de kerk. Hier vindt men een centraal plein, het inmiddels volgebouwde Doctor Struyckenplein, met hieromheen lange evenwijdige straten met uniforme bouwblokken van voornamelijk portiekflats (nooit hoger dan vier verdiepingen, anders moest er een dure lift in komen) gescheiden door stroken groen.
Het deel van Peutz is voor een deel ten prooi gevallen aan de slopershamer van de woningbouwmaatschappij. Dit omdat de woningen kwalitatief te slecht waren, en renovatie te duur. De kerk is verdwenen en het centrale groen is verdwenen ten koste van moderne hoogbouw. In het deel van Granpré Molière is het oorspronkelijke karakter beter bewaard gebleven. In de kerk, nu Rijksmonument, zijn nu onder andere de bibliotheek en Ontmoetingscentrum "De Vlieren" gehuisvest.

## Voorzieningen
Enkele voorzieningen in de Heuvel zijn:
- De Vlieren, gemeenschapshuis (Gevestigd in de oude kerk op het Mgr. Nolensplein)
- Steunpunt voor ouderen
- Openbare Bibliotheek Breda
- Rooms-katholieke basisschool de Keysersmolen in de Oranjeboomstraat 198 (Inmiddels geen school meer)

Dichtbij is de Heuvelbrink, het groene hart van de wijk met onder andere een speelvoorziening voor kinderen. Achter de Oranjeboomstraat is het Zaartpark.
De wijk is gelegen nabij de A16 en de stadsring. Busverbindingen verbinden de wijk met het centrum en station met een frequentie van 15 minuten.

## Fotogalerij

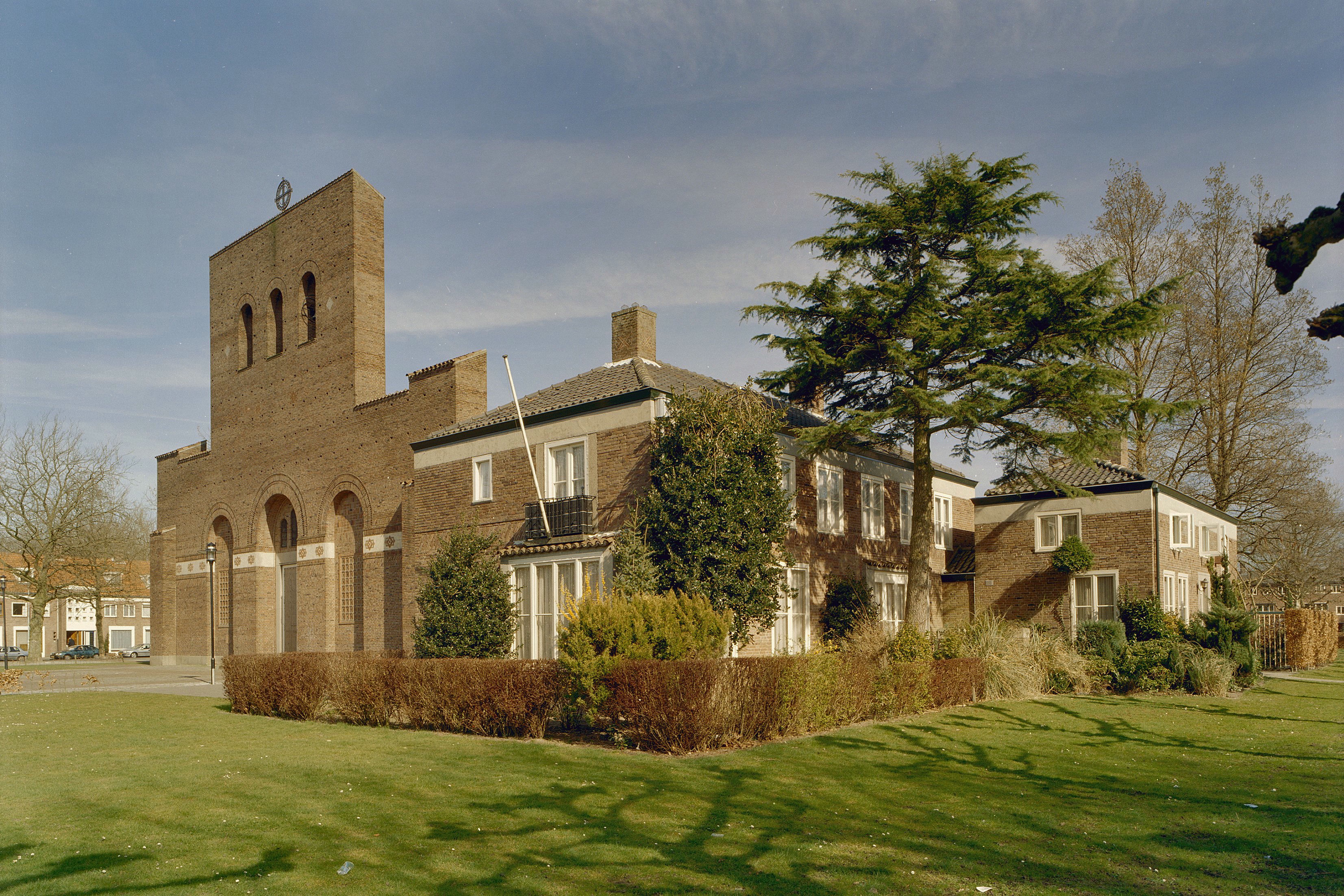
OLV Altijddurende Bijstandskerk
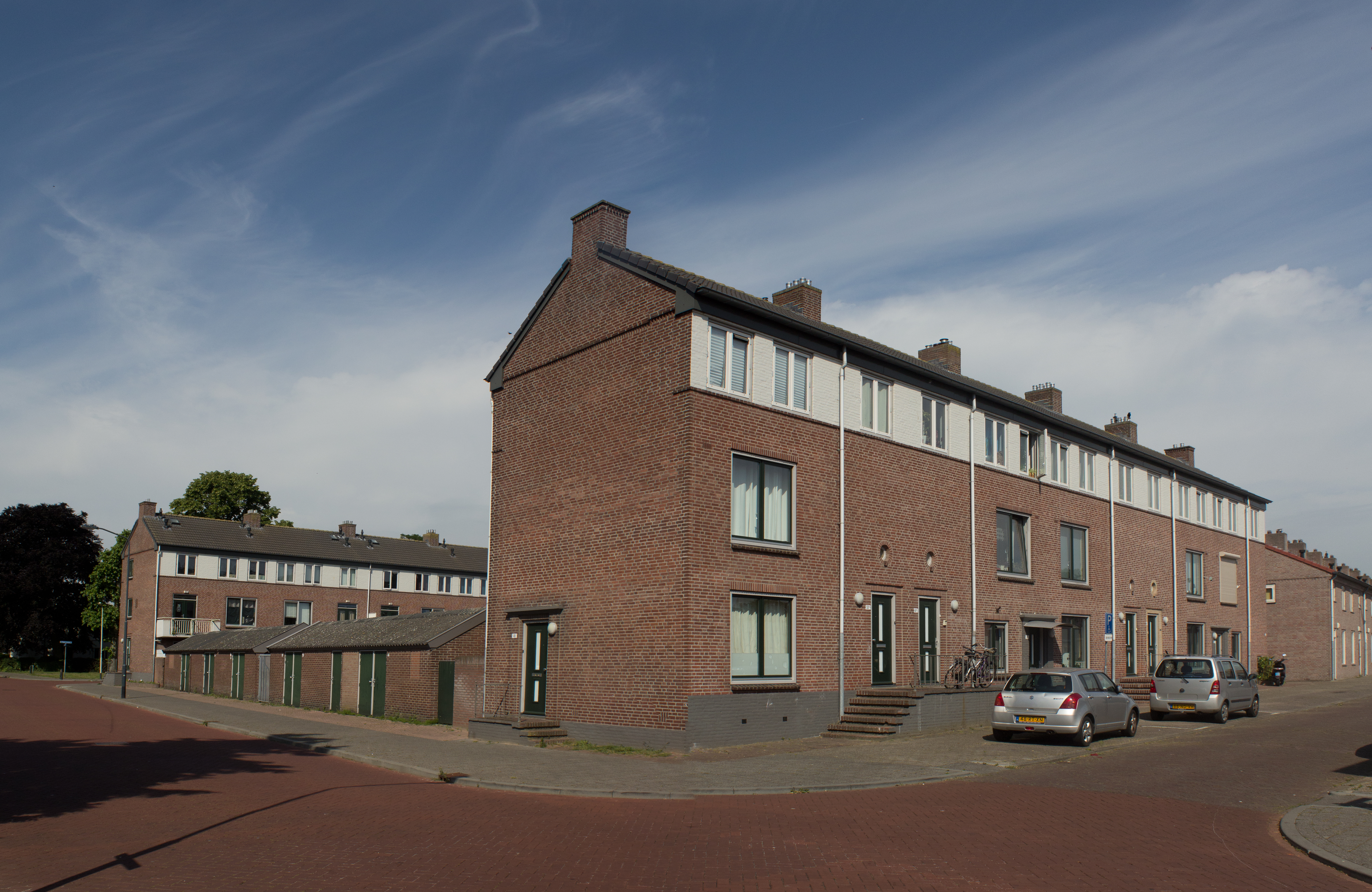
Woningen aan de Flierstraat te Breda, ontworpen door Siebers en van Dael.
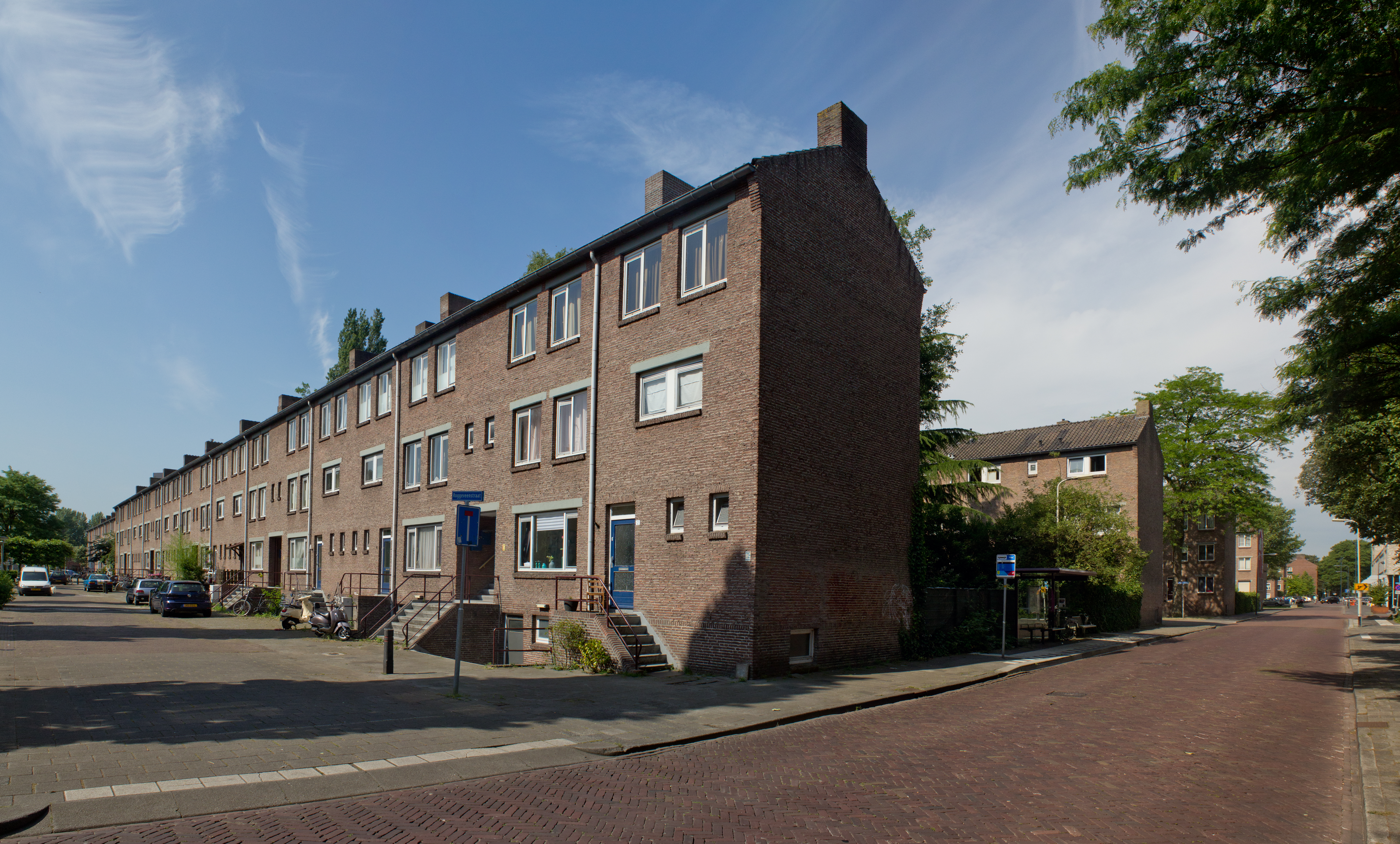
Appartementencomplexen aan de zijstraten van de Bontekoestraat te Breda. Ontworpen door Frits Peutz.
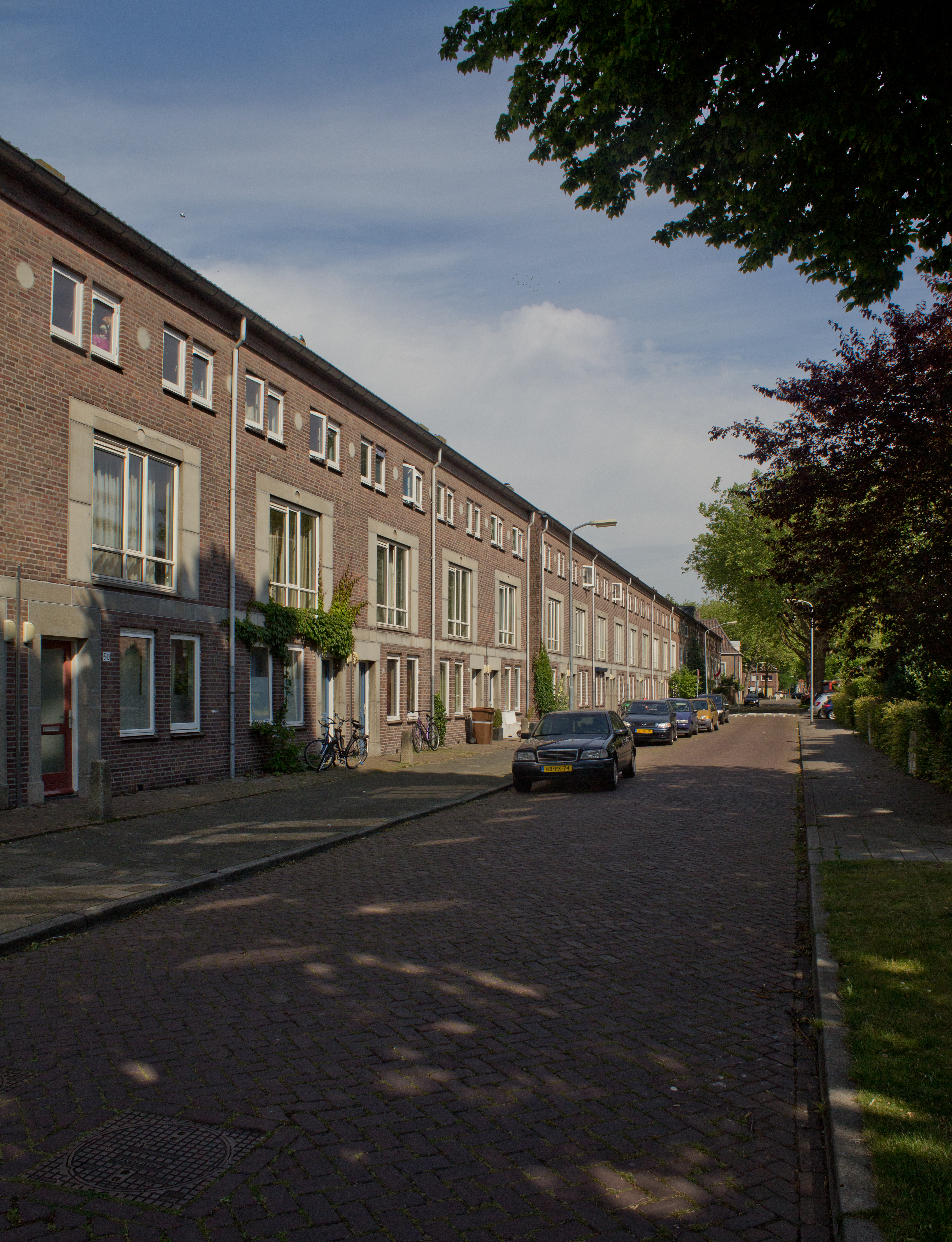
Woningen aan de Heemskerkstraat te Breda. Ontworpen door Granpré Molière en Froger.
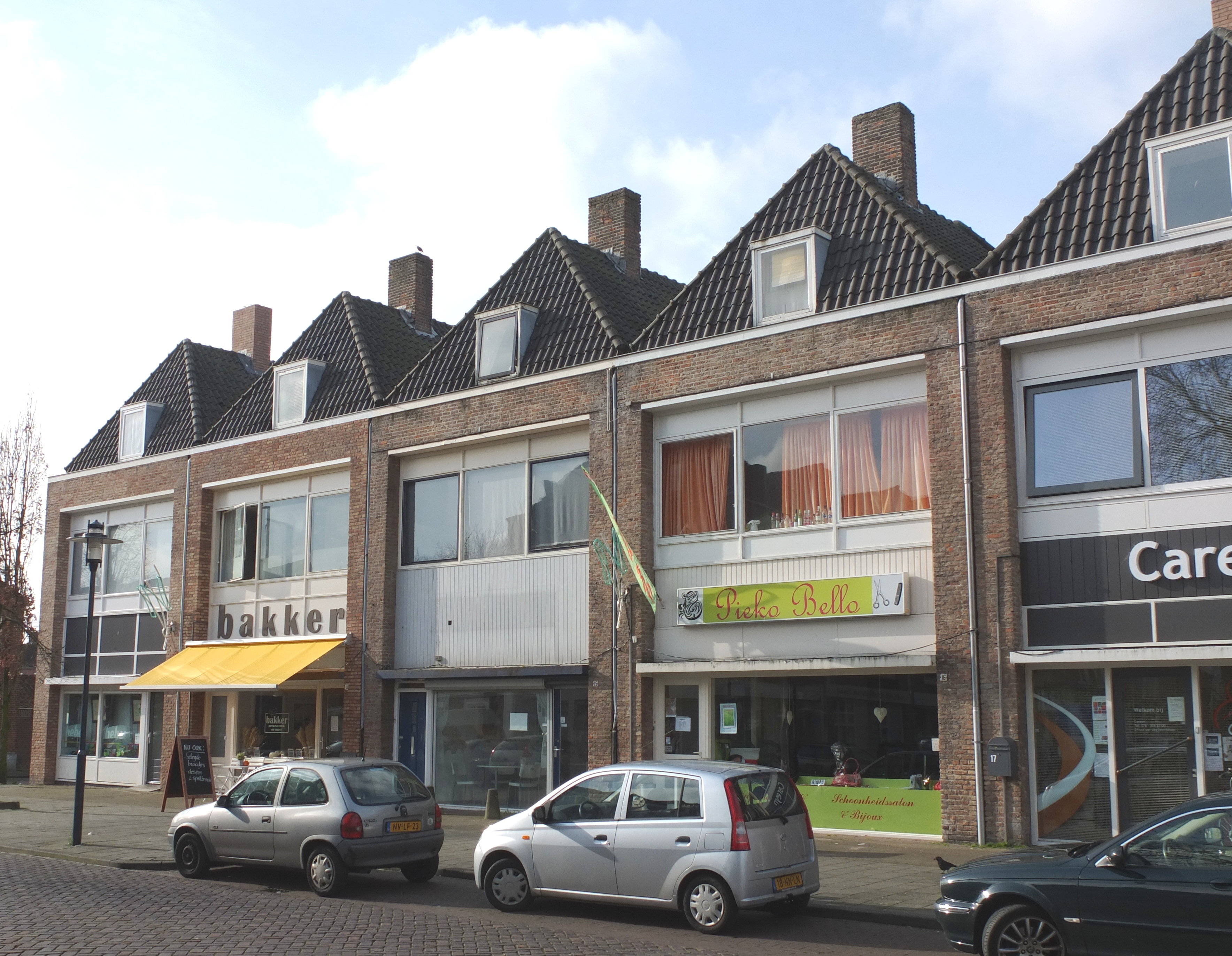
Winkelpanden aan het Mgr. Nolensplein
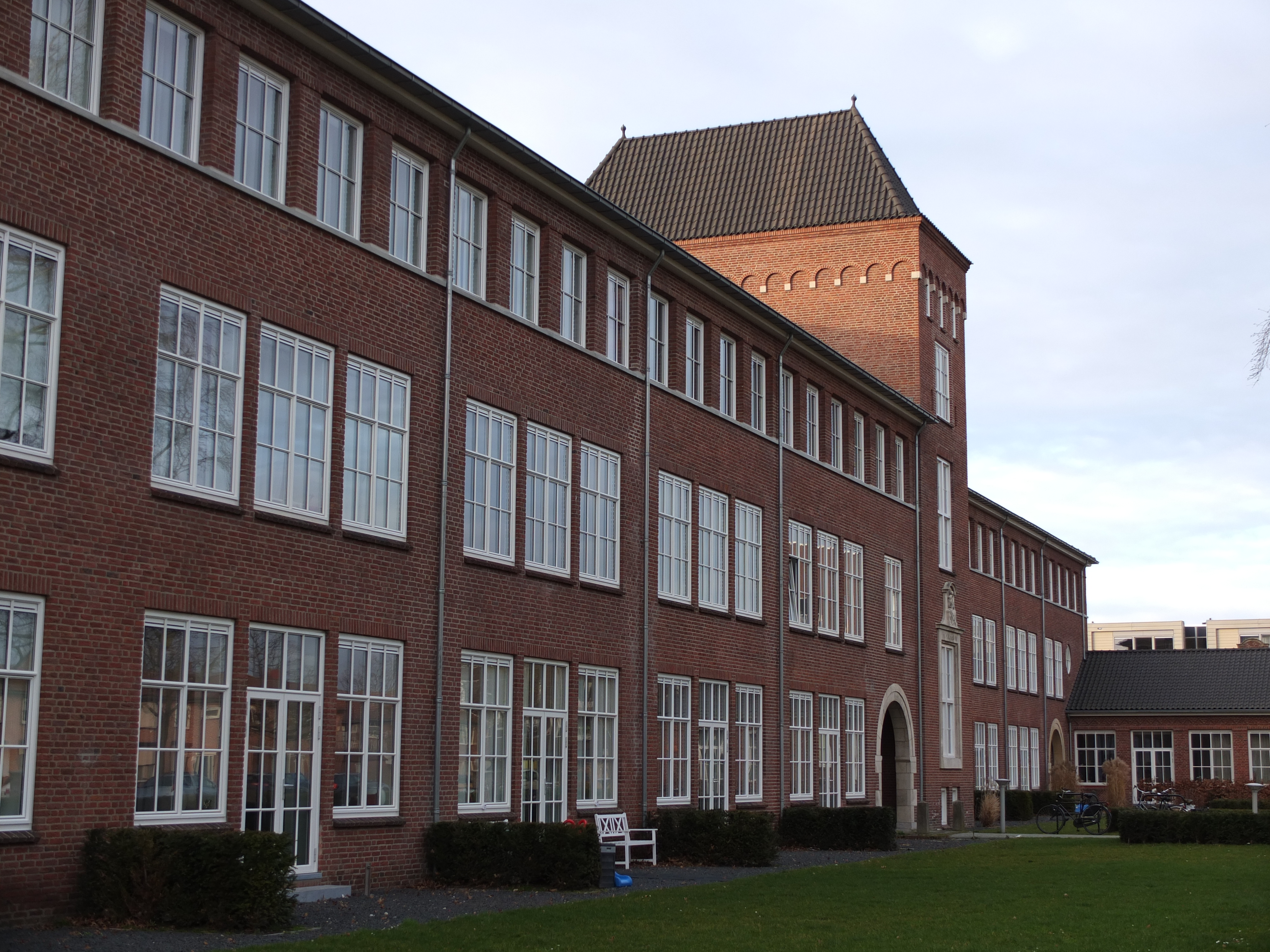
Voormalige B.L.O. school aan de Verbeetenstraat.
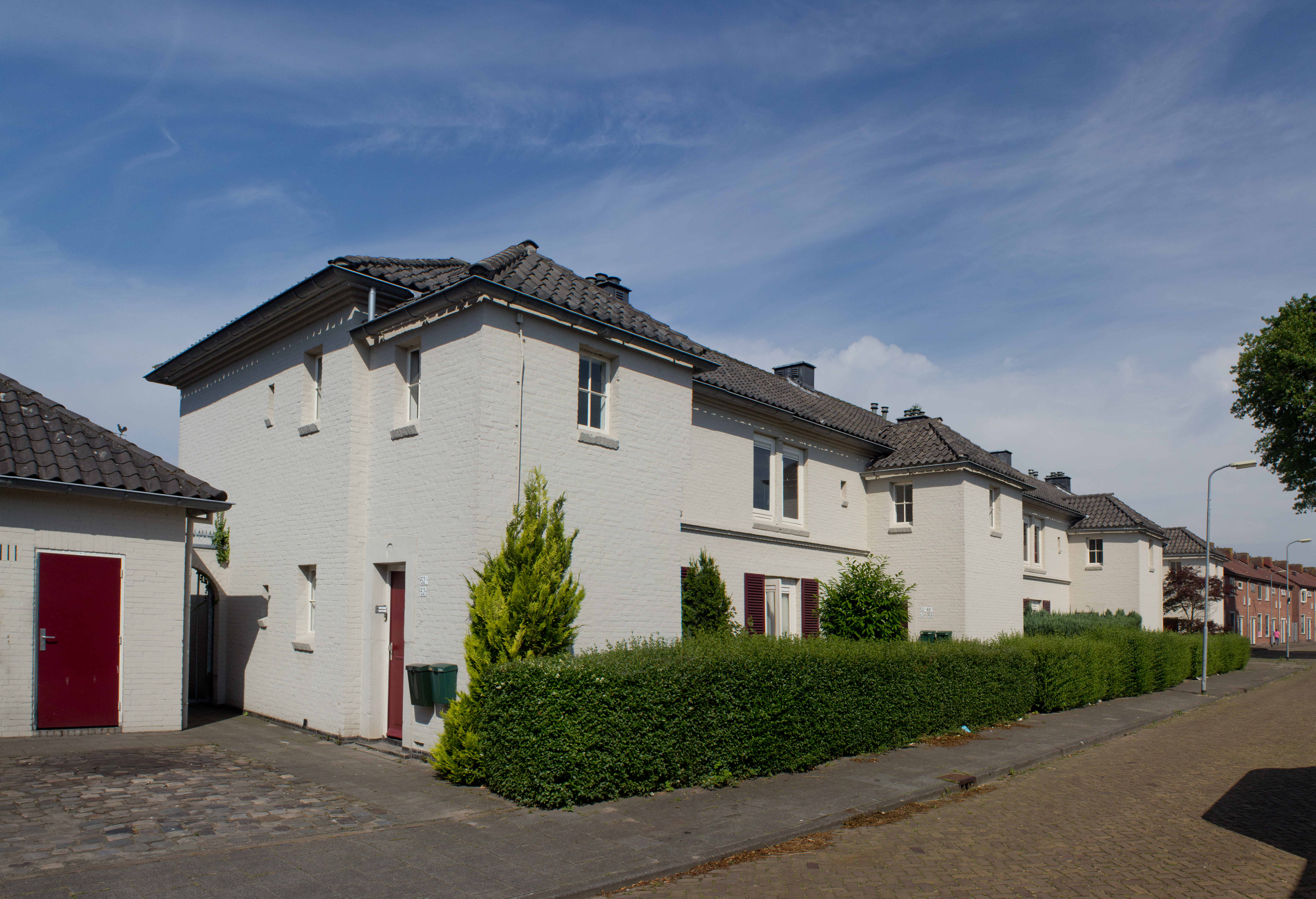
Woningen aan de Van de Spiegelstraat.
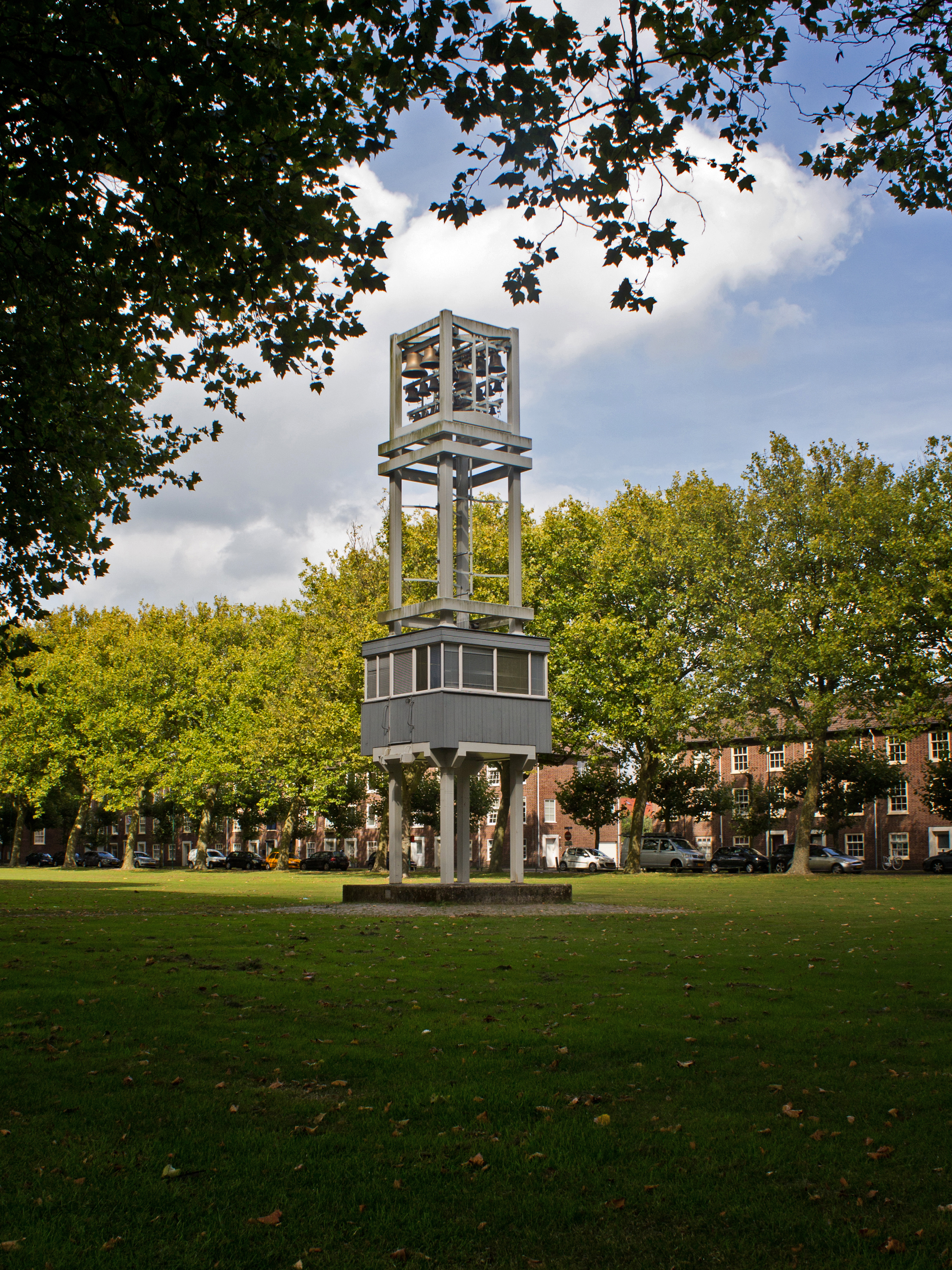
De Heuvelbrink.